# 比尤利鎮區 (明尼蘇達州馬諾門縣)
比尤利鎮區（英語：Beaulieu Township）是位於美國明尼蘇達州馬諾門縣的一個行政鎮區。

## 地方資料
比尤利鎮區的面積為92.28平方千米，當中陸地面積為87.28平方千米，而水域面積為5.00平方千米。根據2020年美國人口普查的數據，當地共有人口124人，而人口密度為每平方千米1.34人。